# Papyrus 121
Papyrus 121 (nach Gregory-Aland mit Sigel {\displaystyle {\mathfrak {P}}}120 bezeichnet) ist eine frühe griechische Abschrift des Neuen Testaments. Es handelt sich um Fragmente eines Papyrusmanuskriptes des Johannesevangeliums.

## Beschreibung
Bis zum heutigen Tag haben nur einige Fragmente überlebt. Der verbleibende Text von Johannes umfasst Teile der Verse 19,17–18 und 25–26. Mittels Paläographie wurde es auf das 3. Jahrhundert datiert.
Das Manuskript ist sehr unregelmäßig geschrieben, die Abstände zwischen den Buchstaben sind nicht gleich. Obwohl der Text nur sehr klein ist, enthält er doch zwei Nomina sacra: ΙΣ und ΜΗΙ (Dativ von ΜΗΡ). Über dem Buchstaben Iota finden sich zwei Punkte (Diärese). Auf der Rückseite in der unteren Zeile verwendete der Schreiber auf der linken Seite nicht den Buchstaben Iota im Wort και, obwohl er eine Diärese über dem Buchstaben Alpha setzte. Wahrscheinlich ist es ein Schreibfehler.

## Text
Der griechische Text des Kodex ist zu kurz, um seinen Texttyp zu bestimmen. Er kann daher in keine Textkategorie eingeordnet werden. Er besteht nur aus 20 Buchstaben auf der Rückseite (recto) und 18 Buchstaben auf der Vorderseite (verso).
| Recto von {\displaystyle {\mathfrak {P}}}121                                                                                         | Verso von {\displaystyle {\mathfrak {P}}}121                                                                                      |
| --- | --- |
| νιου Τοπον ο λεγεται Εβραιστι Γολγοθα οπου αυτον εσταρωσαν και μετ' αυτου αλλους δυο εντευθεν κα εντευθεν μεσον                      | η ΙΣ ουν ιδων την μητερα και τον μαθητην παρεστωτα ον ηγαπα λεγει τη ΜΗΙ Γυναι ιδε ο υιος                                         |
| … Ort, der genannt auf Hebräisch Golgotha. Dort sie kreuzigten ihn und mit ihm zwei andere, einen an jeder Seite, und Jesus zwischen | Als Jesus sah seine Mutter, und den Jünger welchen er liebte danebenstehend, er sagte zu seiner Mutter: „Frau, siehe, dein Sohn!“ |

Die fehlenden Buchstaben sind rot dargestellt.

## Aufbewahrung
Das Manuskript wird zurzeit in den Räumen der Papyrologie der Bodleian Art, Archaeology and Ancient World Library in Oxford unter der Nummer P. Oxy. 4805 aufbewahrt.